# 薩克森公爵亨利四世
（虔誠的）亨利四世（1473年3月16日—1541年8月18日），萨克森公爵，1539年至1541年在位。亨利是萨克森公爵阿尔布雷希特三世的次子，母亲是波希米亚公主希多妮·波杰布拉德。其父于1500年去世后，兄长格奥尔格继承父亲的爵位，亨利担任尼德兰地区弗里斯兰省省督。1517年，马丁·路德领导的宗教改革运动席卷德意志。亨利在几年后改宗新教，其兄格奥尔格則保持了天主教的信仰，在公國內大力撲滅新教徒而有許多過激行為。1539年其兄過世，亨利继位时已66岁，两年后去世，亨利在位期间确立路德宗为公国的所信仰的宗教。其長子莫里茨後來一躍成為薩克森選侯，開創了韋廷王朝之阿爾布雷希特支系的輝煌時光。

## 生平

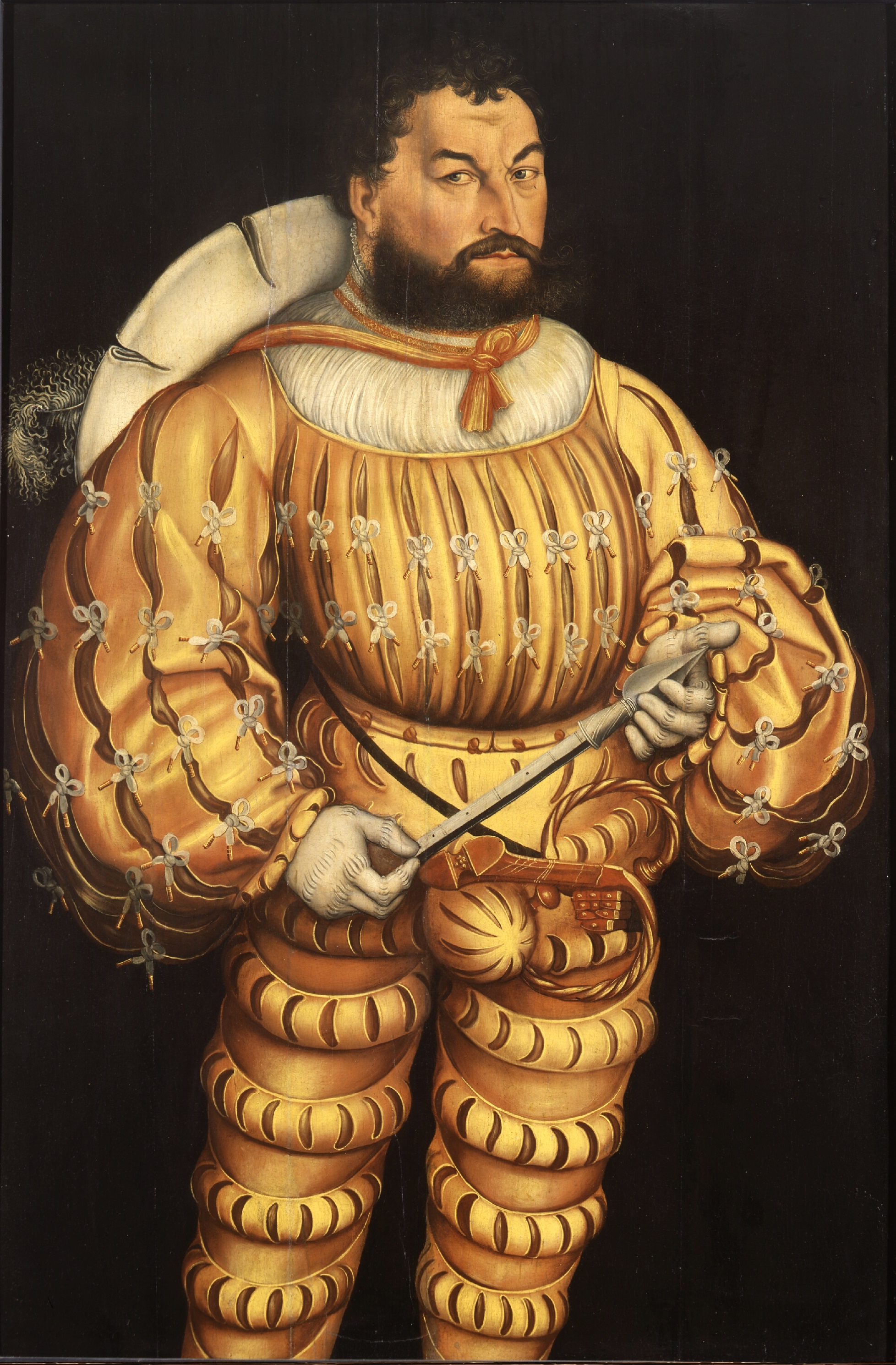
萨克森公爵亨利四世

亨利是韦廷家族-阿爾貝系的萨克森公爵阿尔布雷希特三世的次子，母亲是波西米亚公主茜多妮·波杰布拉德。其父于1500年去世后，兄长格奥尔格继承父亲的爵位，亨利担任尼德兰地区弗里斯兰省督。
由于他在尼德蘭統治期間一直被当地的反抗运动困扰，因此，性格颇为懒惰的亨利在不久之后放弃总督头衔。1505年，亨利将弗里斯兰的统治权转让给了格奥尔格。作为回报，亨利得到了一大笔津貼以及沃肯斯坦和弗莱贝格两处封地。
1517年，马丁·路德领导的宗教改革运动席卷德意志。亨利在几年后改宗新教，格奥尔格保持了天主教的信仰。格奥尔格于1539年4月17日去世，由于他的两个儿子在此之前已去世，依据阿尔布雷希特在1499年指定的继承法案，亨利成为兄长的推定继承人。但格奥尔格试图违背其父生前所做的决定，想要剥夺亨利的继承权，将公国遗赠给神圣罗马帝国皇帝查理五世的弟弟斐迪南。格奥尔格未实施想法前已去世，亨利遂继承格奥尔格的爵位。亨利继位时已66岁，两年后去世，亨利在位期间确立路德教为公国的所信仰的宗教。

## 婚姻和子女

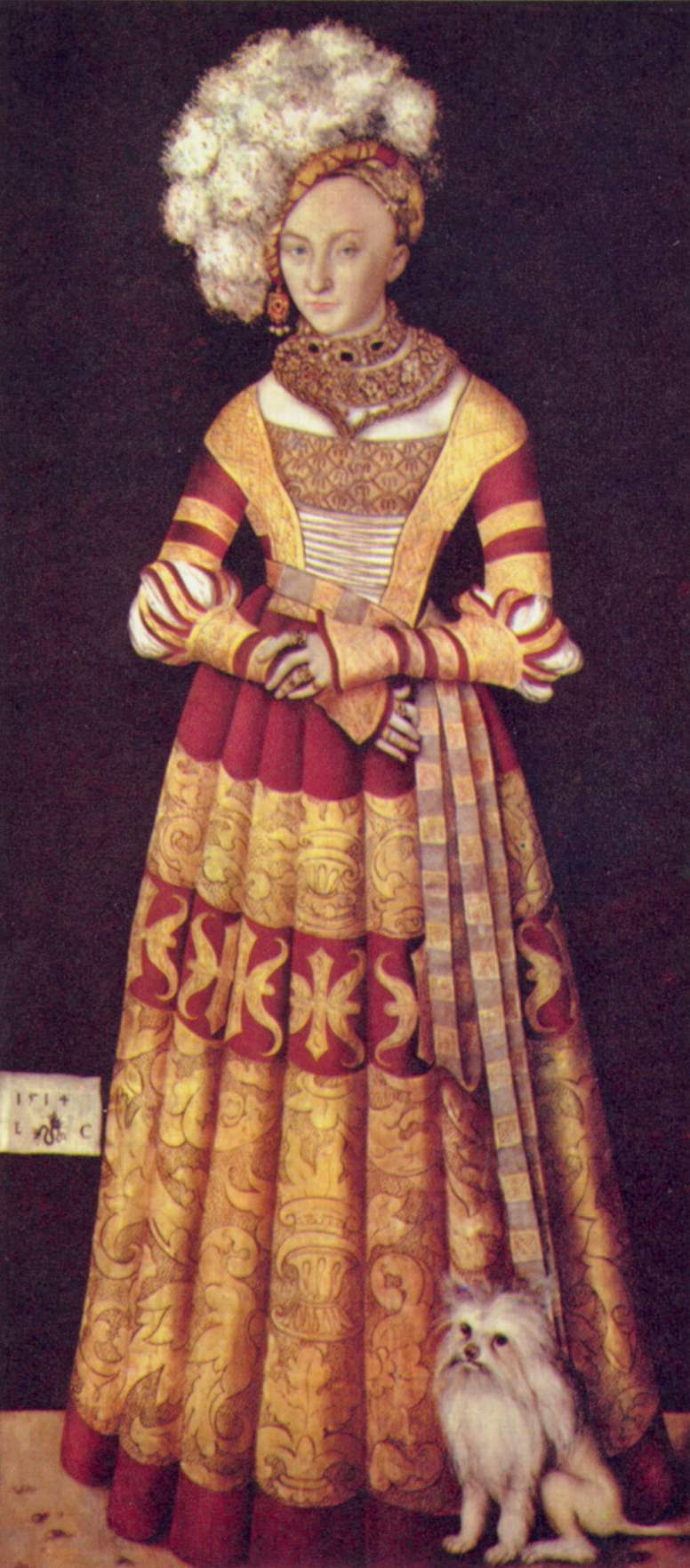
亨利之妻─梅克倫堡的卡塔里娜，由老盧卡斯·克拉納赫繪

亨利四世和梅克倫堡的卡塔里娜于1512年7月6日在弗萊貝格结婚，婚后育有6个子女：
- 希比爾（1515年—1592年，生於布克斯特胡德），1540年2月18日与萨克森-劳恩堡公爵弗朗茨一世结婚
- 艾米莉亞（1516年—1591年，生於安斯巴赫），1533年8月25日与布蘭登堡-安斯巴赫藩侯格奧爾格结婚
- 希多妮（1518年—1575年，迈森出生，卒於魏森费尔斯修道院），1545年5月17日与不伦瑞克-卡伦贝格公爵埃里希二世结婚
- 莫里茨（1521年—1553年，弗莱贝格出生），萨克森选侯
- 塞维里努斯（1522年—1533年，因斯布鲁克出生）早逝
- 奥古斯特（1526年—1586年，弗莱贝格出生，卒於德雷斯顿），萨克森选侯